# Seicercus omeiensis
A Seicercus omeiensis a verébalakúak (Passeriformes) rendjébe, ezen belül a füzikefélék (Phylloscopidae) családjába és a Seicercus nembe tartozó faj. 11-13 centiméter hosszú. Ázsia délkeleti részének nedves erdőiben él; Kína középső részén költ, télen délebbre vándorol. Többnyire rovarokkal táplálkozik.

## Fordítás
- Ez a szócikk részben vagy egészben  a   Martens's warbler című angol Wikipédia-szócikk fordításán alapul.  Az eredeti cikk szerkesztőit annak laptörténete sorolja fel. Ez a jelzés csupán a megfogalmazás eredetét és a szerzői jogokat jelzi, nem szolgál a cikkben szereplő információk forrásmegjelöléseként.